# Lloyd Harbor
Lloyd Harbor és una població dels Estats Units a l'estat de Nova York. Segons el cens del 2000 tenia 3.675 habitants.

## Demografia
Segons el cens del 2000, Lloyd Harbor tenia 3.675 habitants, 1.147 habitatges, i 1.036 famílies. La densitat de població era de 151,8 habitants/km².
Dels 1.147 habitatges en un 46,4% hi vivien nens de menys de 18 anys, en un 85% hi vivien parelles casades, en un 3,5% dones solteres, i en un 9,6% no eren unitats familiars. En el 8% dels habitatges hi vivien persones soles el 4,2% de les quals corresponia a persones de 65 anys o més que vivien soles. El nombre mitjà de persones vivint en cada habitatge era de 3,17 i el nombre mitjà de persones que vivien en cada família era de 3,33.
Per edats la població es repartia de la següent manera: un 31,3% tenia menys de 18 anys, un 4,1% entre 18 i 24, un 21,6% entre 25 i 44, un 30,8% de 45 a 60 i un 12,2% 65 anys o més.
L'edat mediana era de 41 anys. Per cada 100 dones de 18 o més anys hi havia 98 homes.
La renda mediana per habitatge era de 160.411 $ i la renda mediana per família de 176.650 $. Els homes tenien una renda mediana de 100.000 $ mentre que les dones 41.167 $. La renda per capita de la població era de 76.696 $. Entorn de l'1% de les famílies i l'1,3% de la població estaven per davall del llindar de pobresa.